# 山井すず
山井 すず（やまい すず、1997年8月10日 - ）は、日本の元AV女優。ティーパワーズ所属。

## 略歴
2018年1月にAVデビュー。2019年6月、初川みなみ、初美りん、山井すずの3人でリリカルプラネットを結成。7月13日に秋葉原・ソフマップでデビューライブを行う。
2020年2月10日、3月でのAV卒業を報告。リリカルプラネットの活動も3月6日をもって卒業する。

## 人物
デビュー当初は茶髪であったが、役柄に合わせて黒髪にしたところ好評だったことで、3年目より黒髪パイパンというスタイルになる。永久脱毛はしておらず撮影のたびに処理している。
AV業界入りの当初の目的はお金であったが、いつしか「皆さんの記憶に残る人(存在)になりたい」という気持ちに変わっていったという。

## 出演作品

### アダルトビデオ -DVD-
- 全身性感帯のビンカンすぎるスレンダー潮吹きドMちゃん 驚くほどHの才能があったので口説き落としてAVデビュー!!（1月7日、MOODYZ）
- 素人妻AV出演ドキュメント vol.4（2月8日、F&A）※「すず」名義
- 五●田にある美人揃いで有名なイメクラに盗撮メガネをかけて潜入。手コキだけのお店のはずなのにフェラやパイズリまでしてもらえた理由 3（3月1日、変態紳士倶楽部）
- 結婚式の二次会で婚活に焦っているMっぽいアラサー女性を一流企業の名刺を使ってナンパお持ち帰り。 3（3月1日、変態紳士倶楽部）
- 友人の妻を隠し撮りして勝手に発売しちゃいました!!（3月8日、F&A）
- 接吻NTR 彼VS男優どっちのキスが濡れるでSHOW（4月19日、はじめ企画）※「あい」名義
- 可愛い介護士さんは、イラマ大好きな超ドM! 「とってもエッチに濃厚に、お世話して差し上げまね…」（4月25日、オーロラプロジェクト・アネックス）
- 五●田にある美人揃いで有名なイメクラに盗撮メガネをかけて潜入。手コキだけのお店のはずなのにフェラやパイズリまでしてもらえた理由 5（5月1日、変態紳士倶楽部）
- 完全盗撮 同じアパートに住む美人妻2人と仲良くなって部屋に連れ込んでめちゃくちゃセックスした件 其の21（5月1日、変態紳士倶楽部）
- ボクの事を昔イジメていたヤンキー娘が美人妻になって健全なマッサージ店で性的サービスをしている情報を入手、それをネタに復讐ついでに中出しまでした件。 13（5月1日、変態紳士倶楽部）
- エッチな高額アルバイト募集にやってきた素人娘 〜医療専門学校の授業の教材モデル編〜 受講生の目の前で足を拘束され強制M字開脚に!パックリ開いたま○この隅々まで観察され身体中を触られるとSEXまで受け入れてしまうのか!?（5月10日、SODクリエイト）※「のぞみ」名義
- 飼われて嬉しい 変態アナルペット（5月17日、グローリークエスト）
- 私を惨めに犯してください 人妻すず 26才（6月8日、S級素人）※「すず」名義
- 今話題! 人気女優波多野結衣がレズ風俗潜入体験リポ 東京編（6月13日、MOODYZ）
- またパンツ食い込んじゃった! パンツ食い込みを直しているところを見られ恥ずかしがりつつも興奮しちゃった女子学生（6月21日、SWITCH）
- 夕食支度の買い物帰りの専業主婦ナンパSP 旦那が帰ってくるまでの1時間をもらってホテル生ハメ（6月22日、S級素人）
- ザ・マジックミラー 顔出し！女子大生限定 リアル友達関係の男女の素人大学生が生まれて初めての素股に挑戦！2人っきりの密室でクリトリスとチ○ポを擦り合わせると友情の壁を超え我慢できずにヌルッと挿入してしまうのか！？ 2 in池袋（7月7日、ディープス）
- 痴漢されることを想像しただけで濡れちゃうんです 痴漢おけまる女子大生 すずかさん(仮)19歳 〜満員バスで痴漢に遭い“膣アゲ”した彼女は、感度上昇・マン汁・唾液・汗が止まらず、つゆだく状態でサイレント連続激イキする!!〜（7月12日、SODクリエイト）※「すずか」名義
- 制服女子の超ミニスカ＋ニーハイ=極上絶対領域に勃起してしまった僕。それに気づいた彼女は興奮した様子で僕のチ●ポをイジりはじめ…（7月20日、DOC）
- ナンパTV×PRESTIGE PREMIUM 15 大漁！！獲れたて激エロ美女8名を踊り喰い！！（7月27日、ナンパTV）
- クレーム対応で自宅に来たOLに利尿剤入りのお茶を飲ませて長い説教とお仕置きセクハラに我慢できず失禁イキ（8月1日、MOODYZ）
- 小悪魔挑発美少女（8月1日、MARRION）
- 都内某所にある全裸マンション(女性専用)の管理人になった僕。（8月15日、ピーターズMAX）
- 120%リアルガチ軟派伝説 vol.63 in 水戸（8月17日、プレステージ）
- 「マジ天使!?」骨折してオナニーできない僕のチ●コは我慢の限界!それを見かねた美人ナースは使命感に駆られたのか優しく手を添えてくれ…（8月17日、DOC）
- 連れ込み部屋 1 玩具責めで放置され、快楽堕ちした女 2名（8月17日、MAD）
- ケツ穴くぱぁでカンパーイ! 夏季限定OPEN お尻だらけのケツ穴御開帳ビアガーデン 暑い夏はビール片手にシコシコwww スタイル抜群のビアガールがケツ穴見せつけ淫語でオナ指示!（8月23日、ROCKET）
- 街角シロウトナンパ! vol.23 ガールズバー編（8月24日、プレステージ）※「みさと」名義
- 「東京って怖い…」 田舎から引っ越してきたばかりの人妻ばかり犯す中出しレ●プ魔（8月24日、人妻花園劇場）
- 貧乳女子の恥ずかしい敏感乳首（9月6日、グローリークエスト）
- 固定バイブだるまさんが転んだ 9（9月13日、はじめ企画）
- 街角シロウトナンパ! vol.24 飲み友マッチングアプリ編（9月14日、プレステージ）※「なお」名義
- 素人女子大生ガチナンパ! うすーいラップ一枚挟んで童貞君と素股体験してみませんか? すぐに破れて生ち●ぽがズボッ! 「Hはダメっ!」と戸惑う二十歳の娘にそのまま中出ししちゃいました! 顔面偏差値70オーバーの美人ばかり選りすぐり 6名5時間30分スペシャル（9月23日、赤面女子）
- 出会い系やりまくって特に可愛かった娘とのH動画を撮って売ってみた（9月28日、SCOOP）
- 「下着メーカーのモニター調査」と称してガチナンパ! 10代J○の生おっぱいをモミモミしながらインタビュー!! 清純そうな見た目からは想像もつかない大きくて敏感なおっぱい! 美乳をもみほぐされて感度上昇J○が大人ち○ぽでイキまくり! 人生初の連続生中出しセックス!!（9月28日、DOC）
- いじめで無視され過ぎて、挿入しても無視してもらえる私（10月1日、MOODYZ）
- 相席居酒屋でナンパした仲良し2人組をお持ち帰り。コソコソHしていると隣の部屋にいるガードの堅い女友達はヤラせてくれるか 【其の26】（10月1日、変体紳士倶楽部）
- 隠撮主観 ささやき淫語と素股で優しく射精に導いてくれる美女たちに精子が枯れるまで絞り取られる（10月1日、変体紳士倶楽部）
- 奴隷闇市 競り落とされる女たち（10月5日、バミューダ）
- ちんシャブ乙女倶楽部 ごっくんスペシャル（10月12日、REAL）
- 媚薬射精ペニバン襲激 2 女の中出しピストンの快感で助けも呼べず理性を失いレズ覚醒する女子○生（10月25日、ナチュラルハイ）
- 恋愛に悩む10代女子○生が人生初の追い打ち中出しJ○ソープ体験!! 初めてのローションソーププレイでグチュグチュになったマ○コに素股からヌルっと生チ○ポ挿入!? ヌルヌルで敏感になりすぎたJ○のカラダは無限イキ!! 連続中出し4人合計12発!（11月2日、DOC）
- 開脚拘束イキ潮襲激 自我を失うほどの連続噴射で狂いだす媚薬漬けJ○モデル（11月8日、ナチュラルハイ）
- 予備校に通う地味でマジメな女子○生をレ○プしながら全身を媚薬漬けにしたら、こっちが引くほど痙攣・潮&泡吹き・失神しまくった 7（11月8日、サディスティックヴィレッジ）
- 新種媚薬の実験体にされたモルモット女（11月9日、REAL）
- 校内のラッキースケベ!!気になっていたアノ子の胸チラ乳首を見てしまった僕は興奮してしまい襲ってみると乳首イキする敏感娘だった!!（11月9日、SCOOP）
- 貧乳ドMな私をもっと苛めて下さい。 (11月13日、ケードライブ) ※「すず」名義
- ガチナンパ 夏休み 浮かれた女子大生 福岡・金沢・奈良・静岡・岡山から上京 オマ○コを限界ピストンでイかせまくれ 合計15発射（11月15日、ナンパーズ）
- VR新宿ナンパ 5名の素人女性たち 駅周辺でVR体験ナンパを実施!VRゴーグルをした素人娘は完全無防備状態でパンチラ・ブラチラ見放題!そのまま雪崩込みSEXできちゃった映像をAVで出しちゃった!（11月15日、ナンパーズ）
- 友達のJ○妹が小悪魔な笑みを浮かべパンチラで誘惑! ムレムレパンティで激しい顔騎&尻コキ責めで弄ばれて…（11月16日、DOC）
- 一般男女モニタリングAV 仲良し兄妹ドッキリ企画 女子○生の妹と童貞の兄が2人っきりの自宅でバストアップマッサージに挑戦 ふくらみはじめた妹のおっぱいを揉んで兄チ○ポは我慢できずにフル勃起! 「お兄ちゃん…私の子供みたいな胸触って興奮しちゃったの…?」 敏感な乳首にちょっと触れただけで濡れてしまった妹オマ○コ! いけないと思いつつも2人は禁断の近親相姦中出しSEXで兄妹の一線を越えてしまうのか!?（11月19日、ディープス）
- 聖美少女アマゾネス拷問 〜美麗最強女戦士の惨すぎる処刑〜 Episode-2: 静かなる暗殺部隊の女 ついに炎上する女体は激情の果て哀しく痙攣し…（11月25日、Baby Entertainment）
- 時間が止まる女子便所 強制排尿中出しレ×プ!! 停止解除でパニック噴射!!（12月1日、ワンズファクトリー）
- 文京区にある女教師が通う整体セラピー治療院 20（12月1日、変態紳士倶楽部）
- 初めての極太ディルドで体ビクビク足腰ガクガク敏感おま○こトロトロ即イキ羞恥オナニー 制服女子編2（12月1日、変態紳士倶楽部）
- 初めての極太ディルドで体ビクビク足腰ガクガク敏感おま○こトロトロ即イキ羞恥オナニー 丸ノ内OL編2（12月1日、変態紳士倶楽部）
- 絶頂中出しピストン騎乗位 自らチ○ポを咥え込み高速騎乗位で精子を絞り取る性欲の凄い女達（12月6日、グローリークエスト）
- オナニーでイッた直後の痙攣マ○コに問答無用の即ハメ！絶頂したての超敏感状態で犯●れイキまくる女子○生（12月6日、ナチュラルハイ）
- 乳首いじり文化部レズ痴●2 ～文芸部/美術部/書道部/放送部～（12月6日、ナチュラルハイ）
- 絶頂中出しピストン騎乗位（12月6日、グローリークエスト）
- ユーチ○ーバーになってお金を稼ぎたい妹と友達が、ちょいエロ動画を撮っていたはずが、僕とエッチな検証をしだしてマ○コに挿入しちゃったのでAV作品にして出しちゃいました。（12月6日、SWITCH）
- おじさん…今日、私を縛ってください。すず（12月13日、セレブの友）
- 童貞の僕にとって人妻の色気は刺激が強すぎる!!SEXしたさに必死に土下座でお願いしたら「ゴムつけてなら…」との了承が!しかし僕は超絶倫早漏だったためゴムがなくなるまで何度も何度も射精し最後はイキまくって痙攣しているオマ○コに大量ザーメンをぶちまけてしまった!!!（12月14日、SCOOP）
- 一般黒人男性×素人女子大生 人生初の黒人ザーメン中出しスペシャル！ち○ぽが大きすぎて困っている日本在住の黒人男性が素人女子大生にお悩み相談！彼氏の短小ち○ぽよりもはるかに大きい黒デカち○ぽの登場にハニかみながらも色白うぶマ○コは疼きだす！ 8 子宮の奥まで…（12月19日、ディープス）
- 完全撮り下ろし 最高級昇天映像!! 秘奥淫爆絶頂 放置責め II 〜逃げられず内部爆発する残酷なプッシー・オルガ〜（12月19日、Baby Entertainment）
- 本年度最高の逸材 アナル女優! 「私のアナルでザーメン発射してくれてありがとう…」 感激号泣 2穴ファック! 〜アナル電マで「もっともっと」ガチ痙攣&アナル潮吹きイキ!そしてヘンタイ牛乳浣腸〜（12月20日、サディスティックヴィレッジ）
- マジックミラー号ハードボイルド 神技エステティシャンのヌルヌル妙技で興奮した彼女さんを「膣内デトックスですよ」とダマして激ピス・マシンバイブ！人生初の激潮を吹きまくったあげく、最後は彼氏を裏切ってデカチン挿入を許してしまうのか？（12月20日、サディスティックヴィレッジ）
- 全身性感帯! お漏らし 貧乳女子（12月22日、シャーク）
- ライダース女子は絶対エロいに違いないっ！男ウケ狙ったりして実はヤレるんじゃないか説 激カワライダース美少女に生中出し（12月28日、ケイ・エム・プロデュース）

- こたつの中の無防備な下半身に我慢できずイタズラ！大人しそうな美少女は周りに悟られないように声を押し殺し悶えはじめ…（1月4日、DOC）
- 夫に内緒で他人棒SEX「実は主人の精液も飲んだことないんです」30歳すぎて初めての精飲 小便まで飲むド変態介護士妻 すずさん30歳（1月10日、コスモス映像）
- 射精依存改善治療センター2 自宅出張編 射精したくて我慢できない絶倫ち○ぽをサポートします（1月10日、SODクリエイト）
- 羞恥！彼氏連れ素人娘をマシンバイブでこっそり攻めまくれ！16 素人VSマシンバイブ 激安居酒屋にマジックミラー特設スタジオを設置 賀正！お正月のワケありカップル続々登場！編（1月10日、サディスティックヴィレッジ）
- 「私キツマンだから何回中出ししても精子出てこないよ?」 絶倫男と禁断SEX!! 10発目で急に発情!! 大量精子がドロリ!! 体液まみれのおかわりSEX!!（1月11日、BAZOOKA）
- ※欲求不満妻、お貸しします。vol.05（1月11日、PRESTIGE PREMIUM DX）
- 「ちっちゃくても好き…?」 Aカップ寄りの貧乳に悩みノーブラで過ごす妹がお兄ちゃんの手を借りておっぱいを大きくしようと試みると…（1月18日、DOC）
- リピーター続出！お触りNGなのにお願いされたら断れない新人エステ嬢は立ちバックで生挿入！足がガクブル痙攣イキ！出張エステをお願いすると、とても若くて綺麗な新人の女の子がやってきた！！普通にマッサージを受けてるだけなのですが、そのあまりの可愛さに我慢…（1月19日、Hunter）
- SOD女子社員 介護研修 お年寄りの需要調査で訪れた老人ホームで変態セクハラおじいちゃんに集団で犯されイキまくる（1月24日、SODクリエイト）※「向井田真央」名義
- ガチンコ幼馴染で童貞卒業！片思いの女子に告白できない惨めな童貞4名がかわいい幼馴染に恋愛相談！彼女の優しさにつけ込み、同情でHの練習にも付き合ってもらうことはできるのか！？うぶな幼馴染を包茎ち●ぽでイカセまくってそのまま生中出し！（1月25日、赤面女子）
- 喉マ●コ中出し 美少女ご奉仕イラマチオ（2月1日、宇宙企画）※AV OPEN 2018 企画部門エントリー作品
- ボクの家がパーティ会場と化し、めちゃ可愛い女子たちとヤリまくり！！「パーッと盛り上がろうか！！」同級生が突然言い放ったこの一言でボクんちは大変な事に！？（2月1日、お夜食カンパニー）
- 新型おもちゃの実験台にされて潮を吹かされても『監督になりたいんだよね？』と言われたら、何も言い返せず泣き寝入りするしかないサディスティックヴィレッジの女AD4 AVOPEN 2018 SPECIAL（2月1日、サディスティックヴィレッジ）
- むっつり文系メガネっ子3姉妹 知的好奇心→性的欲求へ!? 書籍の世界でしか知らなかった男性器を目撃し痴態を晒し大暴走!（2月1日、DOC）
- S-Cute 4時間まるごと美少女 ―可愛い子が感じて、喘いで、イク!AVの基本ここに完成!―（2月1日、S-Cute）　※AV OPEN 2018 素人部門エントリー作品
- アナルデリバリー 山井すずのアナルお貸しします。（2月7日、グローリークエスト）
- 舐めて焦らして生殺し! 寸止めWフェラチオ天国!!（2月7日、グローリークエスト）
- 教師失格 マゾ堕ち孕ませ肉便器 〜中出し専用〜（2月7日、サディスティックヴィレッジ）
- ママ友デカ尻仮装パーティー（2月7日、F＆A）
- 『痴漢の逸材』 街で見かけた何の疑いもなく家にくる超ハードルの低いドスケベ娘を痴漢してイカセまくれ!!（2月7日、アパッチ）
- すべてがドストライクな微乳パイパン妹（2月12日、ケードライブ）
- 女監督真咲と波多野結衣ちゃんの素人女子にガチンコ！レズ指南！（2月15日、ピーターズ）
- まじ卍イキ！イキッぱ敏感女子10名の狂い咲き限界オマ○コ！指マン追撃オナニー（2月15日、プリモ）
- 夫婦で高級分譲マンションの内見中に媚薬リモコンバイブを仕込まれたセレブ若妻は夫の横で堪え切れず膝から崩れ落ちるほどの食いしばりイキ！一度帰るも犯●れたくて再び戻ってきてしまう。（2月19日、アパッチ）
- デカ尻をクネらせカメラに毛むくじゃらなマ○コを見せつけながら極太ディルドをずっぽし挿入…ガニ股杭打ちピストンでケモノのように喘いでお漏らししながらエビ反り絶頂する！こんな下品なオナニーを見たことあります？（2月19日、エンペラー/妄想族）
- 痴●師にパンストの中で手マンされ濡れシミができるほどイキ潮を吹きまくる美脚女（2月21日、ナチュラルハイ）
- 完全撮りおろし! 主観フェラ抜き体験8時間 Vol.5 貴方を射精させてくれる34人の美少女たち（2月25日、オーロラプロジェクト・アネックス）
- 隣で妹が寝ているのに音を消さずにAVを観る兄。それに気付いた妹は見て見ぬフリをしようとするが股間は言う事を聞かず…（3月1日、DOC）
- 巨乳水着ギャルばかりを狙う海の家ナンパエステ15（3月1日、変態紳士倶楽部）
- 接写盗撮 パンティを間近で見たい！制服女子14名イキまくりパンツ越しオナニー（3月1日、変態紳士倶楽部）
- スローな淫語手コキで焦らされ高速パイズリでカラっカラになるまで精子を搾り取られた（3月1日、変態紳士倶楽部）
- プライベートいちゃラブSEX（3月1日、プラネットプラス）
- あの池袋で有名なデカ尻専門風俗店に潜入!!（3月7日、F&A）
- 家出少女だらけのシェアハウスに男はボク1人！？都内の一軒家を相続することになったボク。しかし部屋がもったいないので入居者を募集したら、家出少女がやって来た。断るのが可哀想なので一泊だけ泊めてあげたら、次の日には家出少女仲間が増えていた。…（3月7日、Hunter）
- ナンパしたOLさん! 仲良しの同僚の前でHな事どこまで出来ますか!!（3月10日、ホットエンターテイメント）
- ぼっちナンパ！2018ハロウィーンin渋谷 ニュースで話題になったあの日の夜も世界の波多野結衣様はナンパを継続！こんなハッピーな日の夜に1人でいる「ハロぼっち」な子をGETしてレズ3Pなんかも飛び出しちゃいましたスペシャル！！後編（3月12日、MERCURY）
- 体がSEXを求めてしまう変態娘（3月13日、S-Cute）
- スーツ姿の女性従業員のフェラごっくんが人気のお店 紳士服のふぇらやま ニューヨーク支店 Vol.3（3月21日、SODクリエイト）
- J○ノーブラとびっこ散歩！！リモバイの刺激に乳首コリコリ胸ポッチ！街中で恥じらい本気イキ！？2（3月22日、DOC）
- ボクの会社のおしゃぶり大好き変態OLはイってもイっても止めないジュポジュポ追撃フェラで何度も射精させてくれる（4月1日、変態紳士倶楽部）
- 感じる汁姦（4月1日、中嶋興業）
- 怒りに任せて妹の口に勃起チ○ポをブチ込んだらまさかの神展開！！新しく出来た義妹はかわいい！しかし性格が最悪だった！自分のことをかわいいと思って、パンチラを見せつけてきては変態！とバカにしたり、思わせぶりな態度をして、からかってきたりとムカつく義妹！…（4月7日、Hunter）
- 義母の超敏感生乳首をこねくり回したらエビ反りながら連続爆イキ！！突然、ボクに若くて綺麗な義母が出来た！！しかも父親とは早くもSEXレスらしくて2年近くエッチしていないみたいで超欲求不満状態！！そんな義母は普段から油断しているからなのか浮きブラで乳首丸見え…（4月7日、Hunter）
- 集団露出魔に輪姦された女子○生（4月11日、ナチュラルハイ）
- 失神寸前アクメ痴漢 〜大勢の男に立てなくなるほど散々イカされ犯られる女〜（4月11日、ナチュラルハイ）
- マジックミラー号ハードボイルド 制服女子○生を「ファッション誌のSEX特集です」とナンパ「チ○ポのにおいを消すキンタマパックを覚えませんか?」と言ってガチ勃起大人デカチンを握らせたら純情娘がまさかの発情! 中出しまでしちゃうなんて!!（4月11日、サディスティックヴィレッジ）
- 娘の家庭教師の女を媚薬付きチ○コイラマで発情させて奴隷化!レズ口移し媚薬で娘も発情! 近親&レズ3PでW中出しセックス 2（4月19日、DOC）
- SOD女子社員 ウブだけど感度は人一倍! 10名の超敏感娘を抜き打ち高感度調査（4月25日、SODクリエイト）※「向井田真央」名義
- 産後処女を奪われ一度イッたら長時間アクメで痙攣が止まらないイキッぱなしベビーカー妻 2（4月25日、ナチュラルハイ）
- 即べろキス襲激 すっぴんになるほど顔舐めされ従順になり下がる職女（4月25日、ナチュラルハイ）
- マジックミラー号 友達同士の女の子がシェアチ○ポ Wフェラチオ体験（4月25日、ROCKET）
- 「まさか娘にHなキモチ持ってないよね?」 妻の連れ子達は超ミニスカパンチラで誘惑する小悪魔3姉妹だった!同居した日から俺が勃起してるのに気付き「ママにバレても知らないよ!」母の見えない所でわざとプリ尻を押しつけてパンティずらして求めてきます。（4月25日、SWITCH）
- 実習で学んだ看護処置を個人で配信 射精tubeちゃんねる（4月25日、SODクリエイト）
- 3分前まで女子○生!! 卒業式直後のJ○が最後の制服姿で初めての絶頂&中出しSEX!?（4月26日、DOC）
- 天才ナンパ師軍団がSSS級素人娘をGET！！！超絶テクニックと巨根激ピストンで女の子が失神する直前までイカせ続ける！！！！ヘロヘロになったところにザーメン大量中出し！！！！（4月26日、ケイ・エム・プロデュース）
- キュートな美少女とイチャイチャハメ撮りSEX! 2人きりのプライベート空間で、オマ○コをトロトロに濡らしまくってハメまくり!!（5月1日、S-Cute）
- 媚薬緊縛レイプ 悪魔の罠に堕ちた女たち!（5月17日、REAL）
- シロウト女子大生真正中出しナンパ! 非ヤリマンの清楚JDを無茶して口説いて生パコ編 【5人収録全員クソエロかわいい保証】（5月17日、赤面女子）
- 一度イったら離さない!?欲しがりホールドでボクのチ○ポを求めてくる寂しんぼ淫乱妹!! 恋愛体質で常に彼氏がいる妹!万年彼女がいないボクとは似ても似つかないそんな妹だけど、男が途切れた途端…ムラムラが抑えきれない!?…（5月19日、Hunter）
- 緊縛変態覚醒 個室で散々縛られて…（5月19日、ブラックドック）
- 叔父さんにアナルを開発され初めての快感に発情し騎乗位アナルで腰を振りだす姪っ子J○（5月23日、ナチュラルハイ）
- ひよこ女子の6つの穴はどの穴も気持ちいい。 少女たちの口・マ○コ・アナルをおじさんの1本のチ○コがいったりきたり。 第2楽章。（5月23日、ひよこ）
- 週末金曜日の夜は気が緩む！？「夫は飲み会ばかり…私だってハメを外したい」今宵夫不在な仕事帰りの美人妻をお持ち帰り！3（6月10日、ブリット）
- チ○ポが好きすぎて好奇心で応募してきた保健体育女教師 フェラチオの女神AVデビュー！！（6月13日、MOODYZ）※1コーナーに出演
- 垂れる鼻水の恥じらいで抵抗できず顔面汁まみれで羞恥イキさせられたマスク女子○生（6月20日、ナチュラルハイ）
- 絶対に手を出してはいけないひよこ女子に媚薬まみれの極悪チ○コで鬼イラマチオ。そして…その弐（7月11日、ひよこ）
- バトル・オブ・レズビアンズ2（7月11日、ROCKET）
- Wアナルビッチ5（7月18日、グローリークエスト）
- 部屋が暑すぎて超薄着になった妹の友達にフル勃起！夏休みに妹が友達を連れて帰って来たが、部屋のエアコンが壊れて温室状態に！扇風機の風なんかじゃ全然涼しくならず汗だくのままなので、上着を脱ぐわ、スカートをめくるわでパンチラ、乳首チラしまくり！そんな姿を見て…（7月19日、Hunter）
- ナチュラルハイ20周年記念作品 痴●総決起集会2019 夏の陣撮り下ろし10作品 完全［中出し］スペシャル（8月1日、ナチュラルハイ）
- 素人M男、面接中。このあと、女優に痴女られます。（8月2日、ワープエンタテインメント）
- 超絶倫童貞少年！もうヤメて！と逃げる義妹を家中追いかけまわして何度も何度もイラマチオしまくり！何度も何度も発射しまくり！突然出来た義妹は…（8月7日、Hunter）
- マリッジブルーをこじらせて婚前ぎりのAV出演（8月10日、ホットエンターテイメント）
- 目指せ1000mm！第一回仲良しイラマチオ汁競争！ 女子大生に声をかけイラマチオ汁どこまで伸ばせるか対決！（8月13日、はじめ企画）
- 「中だけは…やめて…」 父に犯され続ける娘の近親相姦偏愛映像（8月23日、I.B.WORKS）
- 僕の耳元で「まだまだ出せるでしょ…？」囁きながらパイズリと素股で挑発的に責めてくる彼女たちに精子を全部出し切られちゃった件。（9月1日、Cupido/妄想族）
- イク時は一緒！発射するまで離さない！膣の奥まで生ピストン 妊娠覚悟ホールド中出し懇願SEX！（9月5日、グローリークエスト）
- まさかノーブラ！？無防備な貧乳美少女がコリコリに勃った乳首を服越しに露わにする姿に興奮してしまい…（9月6日、DOC）
- じゃくりイラマ 精液口淫科 ～超スパルタ新人教育実習～（9月12日、サディスティックヴィレッジ）
- デカチンを無理矢理挿入され痛くて泣いちゃったけどゆっくり動かしてたら徐々に感じ始め最後は涙目でイキまくったキツマン少女（9月12日、ナチュラルハイ）
- ラッキーパンチラ学園 挑発チラリズムハーレム（9月13日、MOODYZ）
- 監禁され媚薬漬けにされた私…。変態マゾ奴●に堕ちてゆきます。（9月19日、チキチキカマー/妄想族）
- 催●洗脳された女子アナは嫌がりながらも淫乱ビッチになっていた（9月25日、ダスッ！）
- SHASEIDO 精液・唾液オイル配合 ぶっかけ美容スキンケア（10月10日、SODクリエイト）
- やらせろ地味子（10月13日、あら、スケベ/妄想族）
- 一般男女モニタリングAV 大学生限定 姉弟の絆を試すドキドキお泊りミッションここに開催！女子大生の姉はバイ○グラ100mgを飲んだ弟と一晩同じ部屋で過ごしたら近親相姦してしまうのか！？ 2 軽はずみに飲んでしまったバイ○グラで弟のチ○ポはバッキバキに勃ちっぱなし！…（10月19日、ディープス）
- 性交総合大学病院 11科の専門看護師による手淫・口淫・性交―超業務的リアル看護200分（10月24日、SODクリエイト）
- 甘えん坊の妹系激的美少女！！！鈴子ちゃん 山井すず（11月1日、AV）
- 隣の部屋で妹が同級生とレズってる!?こっそり覗いていたらバレてしまい痴女子○生化した二人に同時にWフェラ／W手コキ／W潮噴きで責められ何度も射精させられた (11月7日、DANDY)
- 一般男女モニタリングAV 素人大学生限定 友達同士の男女がザーメン20mlを溜めるまで出られない密室からの脱出に挑戦！ 3 女子大生が男友達を射精させるために恥じらいながらも手コキ・オナホコキ・フェラ・セックス！…（11月7日、ディープス）
- 美女限定！！アナル舐め手コキで大量射精（11月7日、グローリークエスト）
- 【G1】戦隊内レズ陵● 武士道戦隊サムライジャー ～イエローが愛しすぎて壊れてくピンク～（11月8日、GIGA）
- 超ド淫乱即フェラモンスター義姉に家中を追いかけまわされ何度も何度もフェラされてはごっくんされちゃいました。ボクに突然、超エッチなヤリマン…（11月19日、Hunter）
- 【盗撮】制服娘とナマパコしたので隠し撮り動画を販売します。（11月19日、チキチキカマー/妄想族）
- 女子●生尾行押し込み3穴アナル集団レ●プ2（11月22日、青空ソフト）
- 山井すずのデカ尻アナルをひびはたが責める3Pレズビアン (11月25日、セレブの友)
- グルメサイトで人気の肉バルでナンパした美女2人を自宅に連れ込んでハイスペック男子を装いSEXまで持ち込めた件（12月1日、Cupido/妄想族）
- 『私まだ子供だけど触ったらその気になってくれるかな？』『胸だってこんなに大きくなったんだよ！』明らかに胸が大きくなった超ドストライク過ぎる…（12月19日、Hunter）
- 彼氏をチェンジする三姉妹 (12月25日、セレブの友)
- 冥界の女神エレシ●キガル×アナル＆マ●コ2穴中出しファック×10連続大量ザーメンぶっかけ すず（12月27日、TMA）

- 社長の息子のHな社会科見学 2 (1月2日、グローリークエスト)
- 尻穴絶頂！アナルオナニー（1月2日、グローリークエスト）
- 両足拘束追いかけ回し痴●（1月7日、アパッチ）
- 田舎の地味カワイイひよこJ○にレズの誘い。未成熟な身体は同性の快感に目覚め、さらに・・狼おじさんとの変態混合3Pで何度も犯●れて… (1月9日、ひよこ)
- 制服びしょ濡れ雨宿り 濡れ透け姉と友達の10人に襲われて中出ししまくった大雨の放課後（1月13日、MOODYZ）
- 妄想アイテム究極進化シリーズ 男女入れ替え結界シール〜女が青で男が赤〜 入れ替わった相手が入れないバリアを張って女の体でやりたい放題! (1月23日、ROCKET)
- 湯けむり天獄～縄情の宿～12 天縄鈴鳴 編（2月1日、ヴァンアソシエイツ）
- 縛交 縛肉交尾快楽に狂ったメス獣少女（2月19日、ドグマ）
- 「私好みの絶倫チ○ポにしてあげる！」久しぶりに会ったヤリマン親戚三姉妹にチ○ポ育成され続けた童貞のボクは…！？昔よく遊んだ親戚三姉妹が…（2月19日、Hunter）
- 純情一途に恋い焦がれ… 未練・水色想い百合女学生 (2月19日、ゆりえっち)
- 性欲爆発挑発マンズリ本気で感じる誘惑オナニー（2月20日、グローリークエスト）
- JFK 熱いぜ！性春ど真ん中！ムスメのムスコ♂もギンギラギン☆（2月20日、ROCKET）
- イキまくりカスタマーサポート (2月20日、SODクリエイト)
- 挑発！ナマイキ娘のパンチラ足コキ（3月5日、グローリークエスト）
- 思春期の性の暴走。黒人を責めまくるひよこビッチ。（3月12日、ひよこ）
- すず女王様の調教部屋（3月13日、ケイ・エム・プロデュース）
- 緊縛仕置人！バックレ常習のパパ活女子を極太チ○ポでメス犬調教（3月13日、ケイ・エム・プロデュース）
- 様々なシチュエーションで痴女たちが男を上から目線で陵●する騎乗位！パンストを見せつけ破れた穴からパンティずらして強●挿入！（3月19日、グローリークエスト）
- 純粋天然育ち すず 多幸感アへ顔ww（4月9日、あっぷるぱい）
- トビジオっ！めざましNEWS 本番中、ずっと潮吹きっぱなし・失禁しても平然と原稿を読み上げる、新人女子アナ（4月23日、SODクリエイト）
- どんな女でも絶対にイカせる玩具で何度もガチイキするアヘ顔晒しオナニー（7月9日、グローリークエスト）
- 妹との相思相愛姦 2人きりになるとセックスして暇を潰す兄妹（8月20日、グローリークエスト）
- しっとり艷やかな髪コキで発射しまくり！精子まみれに汚れた黒髪！ザーメンが絡みつくロングヘア！（9月1日、ブラックドッグ/妄想族）
- 濃厚なベロちゅうでギンギンになったフル勃起チ○ポを唾液ローション手コキで射精に導くドS凄テクAV女優（12月17日、グローリークエスト）

- 汚い尻穴をペロペロ嬉しそうに舐めチ○ポをシコシコしごきイカせる！！（4月1日、グローリークエスト）

### アダルトビデオ -配信-
- 【初撮り】ネットでAV応募→AV体験撮影 563（2月3日、シロウトTV）
- マジ軟派、初撮。 1015（2月4日、ナンパTV）
- ■「苦しいくらいがちょうどイイ！」願望ありありドM娘■※清楚なお嬢様系ガールズバー店員※昼は介護士、夜はお世話好きドM娘※心も体も男で埋め尽くされたいの♪※糸引く唾液を垂れ流し自らどっぷり喉奥イラマ…（5月26日、DOC）
- ■「気持ち良くなってくれて嬉しいなっ♪」■※飲み友アプリでマッチング※スレンダー美肌女子※酒が入るとテンションぶち上がり↑↑※everydayオナニー三昧※紐パン愛用者※電マでパイパンま○こがピクピク絶頂「体熱いよ…」…（5月28日、DOC）
- Sさん（6月4日、俺の素人）
- えりか（6月8日、俺の素人）
- ■恥潮が止まらない腰砕けのおもらしSEX■※透明感がハンパない清楚で可愛すぎるOLさんにファッションチェックさせてくださいin新宿※エンジェル界No.1の癒し系天使ちゃん♪※会話すれば誰もがすぐに気づくこの純粋さ…（9月5日、DOC）
- すずさん（9月27日、俺の素人-Z-）
- すず（10月2日、俺の素人）
- ○○妻 ゆず 23歳 専業主婦：■えっ？？J〇妻から応募！？美人若妻がパイパン制服姿で他人男と中出しSEX■※「欲求不満でもセックスレスでもありません」旦那との性欲処理ＳＥＸに嫌気が差し応募※本気で愛し合いながらのSEX希望！！…（10月24日、DOC）
- かな（10月26日、しろうとまんまん）
- みく（11月12日、E★ナンパDX）
- ゆい（11月12日、E★ナンパDX）
- すずさん（12月3日、ゲリラ）
- ASMR 4（12月14日、ASMR JAPAN）
- えりか 2（12月28日、俺の素人）

- すず（1月1日、俺の素人-Z-）
- スーツ女子ノットリ～セクハラをうけるか弱いOLに憑依、狂暴化して復讐編～（1月10日、SODクリエイト）
- すず（1月12日、S-Cute）
- すず（2月14日、E★レズDX）
- さくら（3月15日、しろうとまんまん）
- いちか＆ともみ（3月18日、エチケット）
- 鈴子（4月10日、バイトちゃん）
- すずにー（4月19日、しろうとまんまん）
- すず（4月21日、S-Cute）
- すず（6月19日、シロウト急便）
- 有名進学校に通う女子○生がまたがり顔面騎乗クンニで人生初の大失禁！インタビュー中にずぅ～っと生クリトリスを舐められイキ漏らし続け思わず中出しを許してしまったMっ子受験生 すずちゃん（1○歳）（6月27日、激レア素人ちゃん）
- 山井すずちゃんの舌・口内自撮り（7月30日、feti072.com）
- ベロ観察・ベロ唾液フェチズム（8月8日、feti072.com）
- 美脚観察・セルフ足指舐め脚コキ（8月20日、feti072.com）
- バーチャルベロキス（8月31日、feti072.com）
- 腋観察・セルフ腋チェック腋舐め（9月10日、feti072.com）
- 喉マ○コが感じるのぉ～デカ○ン自らガツガツ喉奥に当て込みセルフイラマ絶対射精！マ○コが2つある女神たち10人！（9月20日、DOC）
- 匂いを嗅がれて興奮する変態淫語女（9月26日、feti072.com）
- 主観淫語バーチャル乳首オナニー（10月8日、feti072.com）
- 主観激臭唾マニア・唾口臭吐き掛けられ淫語手コキフルコース（10月26日、feti072.com）
- ニーハイブーツレッグフェティッシュ・美脚コキ（11月14日、feti072.com）
- バーチャルアナル舐め手コキ（12月3日、feti072.com）
- 若手看護師2人が患者の体をリハビリさせるために中出し性交！（12月13日、SODクリエイト）
- マネキン女バーチャルレズ顔面舐め唾吐き掛け淫語⑦（12月21日、feti072.com）
- 純情一途に恋い焦がれ…未練・水色想い百合女学生①美陽の必死の決意、止められない鈴への想い（12月27日、feti072.com）

- 美脚・足裏見せ付け淫語手コキ（1月9日、feti072.com）
- 完全主観！！まじシコ美女のえちえちコスプレ手コキ！！（1月17日、DOC）
- 純情一途に恋い焦がれ…未練・水色想い百合女学生②回想～二人が結ばれた夏祭りの夜（1月17日、feti072.com）
- ローション手コキフェティッシュ（1月30日、feti072.com）
- りんちゃん（1月31日、素人ホイホイZ）
- 純情一途に恋い焦がれ…未練・水色想い百合女学生③鈴が出した答え、変わらぬ想い（2月21日、feti072.com）
- すず 2（3月14日、S-Cute）
- 純情一途に恋い焦がれ…未練・水色想い百合女学生④告白・誓い合う穢れなき恋心（3月20日、feti072.com）
- まうりん（5月1日、素人ホイホイsweet！）
- 自撮り目当ての美容師コンビを即パコ☆強めの貞操観念も同僚のフェラチオ姿に崩壊…（8月16日、黒船）
- すず（7月9日、変態印抱きつき面接官）

### アダルトビデオ -VR-
- 全裸ファミレス かわいいドM彼女と本当にこっそり生中出しSEXしちゃいました（5月31日、KMPVR）
- 「お帰りなさいませ!ご主人様♥」 「もしよろしければ、生のおま●こでご奉仕させてもらってもイイですか?」 アイドルの卵のカフェ店員の神すぎる対応で生中出しSEXが確定しちゃう!?（6月1日、てんじくVR）
- 「舐めるの大好き」 チ●ポを根本まで舐め グチョグチョ手マンで濡れた指の愛液を吸い付く様に舐める仕草がエロい 綺麗なパイパンマ●コとアナルを見せ 跳ねる突き上げ対面 騎乗で激イキを繰り返し 中に出された精液を掻き出し丹念に舐め尽くす（6月16日、ブイワンVR）
- ほろ酔いバーテンダーと禁断の大人のSEX中出し発射（7月13日、MARRION）
- 相性バッチリのチームワークで僕のロンリーチ○ポを献身介護! デカ尻ヘルパーVR 気持ちもチ○ポも20歳は若返る!VR時代の最先端ヘルスケア!!（8月10日、WANZ VR）
- 超至近距離でJ●制服 すずちゃんがオナニー応援＆ラブラブ生中出しセックス!（8月10日、こあらVR）
- 超接近戦! 「私服の中は水着だよ♥」 兄貴の彼女のすずさん! 兄貴が買い物に出掛けた間に誘惑されて生中出しセックス、ヤッちゃった!!（8月24日、こあらVR）
- VR長尺 業界初アタリつきVR！？ SOD女子社員Ver. もしアタリが出て、突然SOD本社に招待されたら… 【普段は真面目に仕事をしているうぶな女子社員の恥らう姿を見ながらイタズラ満載ツ●スターゲーム！女子社員の私物おもちゃでイカセまくり！】（9月14日、SODクリエイト）
- 大好きなアナタに初めての告白 耳元で囁き、超至近距離のパイパンマ●コ超密着ラブラブ中出し（9月14日、こあらVR）
- ハニカミ密着混浴SEX! 奇跡なくらい可愛い彼女と初めての混浴風呂! 湯船に浮かぶおっぱい、密着し触れる身体に興奮し我慢できないボクは二人きりのお風呂で濃厚なキス…恥ずかしがりながらも火照り出す彼女と何度もお風呂で連続中出しSEX!!（9月21日、DOC VR）
- すずをい〜っぱい感じてください♡（11月28日、RHB）
- 10穴アナル 中出しFUCK（12月20日、エロタイムVR） ※VR-1グランプリ(2018) エントリー作品
- ち○ぽ君の大冒険（12月20日、こあらVR） ※VR-1グランプリ(2018) エントリー作品
- 真下からの神アングル 痴漢VR（12月21日、ROOKIE VR）

- 常にパンチラとブラチラが見れるラッキースケベ電車（1月4日、ROOKIE）
- ブラコンで可愛すぎる妹は、体液ダダ漏れSEXがお好き♥（1月4日、こあらVR）
- 先輩の為にすずがコスプレしてみたよ♥ 童貞の先輩をその気にさせて生中出しSEXしちゃった♥（1月18日、こあらVR）
- 相席居酒屋でナンパした美乳OL2人組をお持ち帰り。 マッサージと過激なエロゲームでスキンシップ取っていたら女子が欲情してボクの上に跨り自分勝手に腰を振って… 挙句の果てに夢の4Pセックスできた！5（4月19日、変態紳士倶楽部）
- エスパーになってクラスの女子を思いのままに操れるVR（6月7日、MOODYZ）
- 宅飲み女子会潜入盗撮VR（1）（6月10日、ステルス）
- 地方都市のおっパブはALL TIMEこっそり本番OK！！ エロくて性格が良い地方おっパブ嬢に精子が枯れるまで抜かれまくり！ラッキー中出しVR！！（6月14日、変態紳士倶楽部）
- 盗撮痴漢VR OL編 仲間と一緒に電車で隠し撮りしていたら通勤女子が痴漢魔に襲われているのを目撃！ OL2人が目で助けを求めていたので助けてあげたら、ヒーロー扱いされてラッキースケベ4Pできた！（6月20日、変態紳士倶楽部）
- 宅飲み女子会潜入盗撮VR（2）（7月25日、ステルス）
- いじめられっ子のすずちゃんといじめられっ子の僕が無理矢理中出しさせられる悲しいSEX VR（7月26日、ナチュラルハイ）
- 劇的高画質 山井すず 寸止め焦らし「ちゃんとイカせてよ！ぷんぷん！あぁイキたい…あぁぁぁ！やめないでぇ！」からの絶頂12回激イキ！ 「えぇ？もうやめちゃうの？」（8月1日、ブイワンVR）
- 俺のカノジョは本物アイドル 永瀬ゆい ～LIVE中レスもらいまくりでこっそり楽屋でイチャイチャベロキスSEX～（9月19日、SODクリエイト）
- 目の前に広がるランジェリーナ！ぷにぷにモリマン むちむちTバック もみもみブラジャー ぷりぷり美尻 ほぼノーモザイクVR（11月13日、ROOKIE）
- イチャラブ凌●！？怪我して動けない女の子を助けてあげるふりをしながらHな事をしていたら、発情してSEXできちゃいました（11月27日、Dynamic Eyes）
- 目の前でお尻をじっくり観察！アナルを開いたり閉じたりパクパクしたりガッツリ丸見えVR（11月29日、ROOKIE）
- 目の前で繰り広げられる臨場感満載の舌と口と喉の動きがわかるディルドイラマチオ（11月29日、ROOKIE）

- 恥ずかしい恰好でSEXして恥ずかしい顔を目の前で見れるイキ顔ドアップVR（1月8日、ROOKIE）
- すず女王様の調教部屋（3月17日、サロメ）
- 座位＆バックで抜き挿しパコパコを楽しむアナル乱交（7月3日、エロタイムPOP！）
- 騎乗位でアヘアヘしながら自らケツを振る女達を眺め王様気分を楽しむアナル乱交（7月17日、エロタイムPOP！）
- 愛しい彼の誕生日祝い！「私のこと好きにしていいよ…」全身敏感なカラダを堪能する連続昇天激ハメ（7月30日、TEPPAN VR）

### イメージビデオ -DVD-
- 暇な女子大生 〜桜子は音大2年生〜（2018年5月25日、スパイスビジュアル）※「清宮桜子」名義

### イメージビデオ -配信-
- 大きな瞳の正統派美少女が登場☆チアガール（2018年10月12日、LOVEPOP）
- 天気が良いからお外で！？マット運動（2018年10月17日、LOVEPOP）
- ギャルの制服の中は意外な綿の白！？ごめんねパンチラ（2018年10月22日、LOVEPOP）
- ローアングルすぎてお腹まで見えちゃう♪踏み台運動（2018年10月31日、LOVEPOP）
- 童顔美少女の今時セーラーの着こなし♪（2018年11月6日、LOVEPOP）
- 4K動画 お正月はやっぱり高画質でソーセージ舐め！！（2019年1月1日、LOVEPOP）
- 本人による私服紹介からのノンヘア！？ヌード☆（2019年1月8日、LOVEPOP）
- セーラー服の美少女がジャンケンで負け続けた結果！？野球拳（2019年1月15日、LOVEPOP）
- 美少女の朝支度を覗いたらとってもエッチだった件！！日常編（2019年1月25日、LOVEPOP）
- パイパンOLのギリギリTフロント（2019年2月1日、デジグラ）
- 何もしなくてもブラ＆パンツが丸見えの激ミニセーラー服☆（2019年2月2日、LOVEPOP）
- 昇進試験不合格…けど、昇進したい！必死に誘惑するミニスカポリス！挑発パンチラ編（2019年2月4日、デジグラ）
- 美少女にはやっぱり制服が似合う☆最後はスクミズにお着換え！？制服ニットベスト（2019年2月9日、LOVEPOP）
- 4K動画 花嫁の足にグリグリ攻められまくる！！足フェチ（2019年2月12日、デジグラ）
- 突起した乳首が上下に動く！激しい腰使いと漏れる声 馬乗り（2019年2月17日、LOVEPOP）
- パツパツで尻肉がはみ出る！ホットパンツ（2019年2月17日、デジグラ）
- 4K動画 丸々お尻と柔らかちっぱいを揺らしてランニング♪（2019年3月2日、デジグラ）
- ラブデジ10 ギャルと優等生！？の凸凹コンビがエロすぎた！！ブレザー（2019年3月15日、LOVEPOP）
- ラブデジ10 4K動画 お尻におっぱいに股間を二人で揉みまくる！乳揉み（2019年3月24日、LOVEPOP）
- ラブデジ10 白熱する罰ゲーム付野球拳！勝者はどっち！？勝者には天からのご褒美♪（2019年3月31日、LOVEPOP）
- ラブデジ10 エッチな世界へ純粋な女の子を引き込む先生！女同士のエッチな特別授業！（2019年4月7日、LOVEPOP）
- ラブデジ10 パンツの紐を解くオフショットも！仲良し二人の脱がし合いガールズトーク（2019年4月14日、LOVEPOP）

### デジタル写真集
- デジグラ・デラックス 山井すず 001（2021年8月13日、PAD）
- デジグラ・デラックス 山井すず 002（2021年9月17日、PAD）
- LOVEPOP デラックス 皆野あい 山井すず 001（2021年10月29日、PAD）
- LOVEPOP デラックス 皆野あい 山井すず 002（2023年4月1日、PAD）
- デジグラ・デラックス 山井すず 003（2023年4月1日、PAD）

## 出演

### テレビ
- 魚拓と成瀬のツキとスッポンぽん #188,#189（2018年4月8日,15日、パチ・スロ サイトセブンTV）

### ウェブテレビ
- DTテレビ #51（2018年11月2日[8]、AbemaTV） - DTインタビュー企画に出演

### 映画
- エンボク（2020年7月3日、鈴木浩介監督） - 女子高校生 役
- ばるぼら（2020年11月20日、手塚眞監督、イオンエンターテイメント）

## 雑誌
- 週刊プレイボーイ 2018年9月10日号（集英社） - 「夏の終わりの新人ちっぱいAV女優」